# Font dels Àlbers d'en Javà
La Font dels Àlbers d'en Javà es troba al Parc de la Serralada Litoral, la qual fou recuperada pel Grup de Fonts d'Argentona el 1986 i la va deixar amb un aspecte sòlid i durador.
Hi trobarem abundants plantes d'aigua com càrex, equisets i d'altres. També hi trobarem una barreja de pins, alzines i pollancres. La singularitat del nom d'aquesta font té l'origen en uns grans àlbers que estaven en el mateix torrent i que, malauradament, foren tallats (les restes de les soques són encara visibles i presenten rebrots).
L'estructura de la font està feta de llambordes provinents dels carrers d'Argentona, el broc està encastat en un mur de blocs de pedra i la pica (també de pedra i deprimida) desguassa per una canalització feta amb els mateixos blocs que el mur. Uns metres per damunt la font, en una roca que domina aquest espai, hi ha una bonica ceràmica vidriada amb el nom i la data (22 de juny del 1986). En temporades abundoses d'aigua, en acostar-se a la font ja se sent el soroll d'aigua del doll i d'un petit salt al xaragall de l'Espinal.

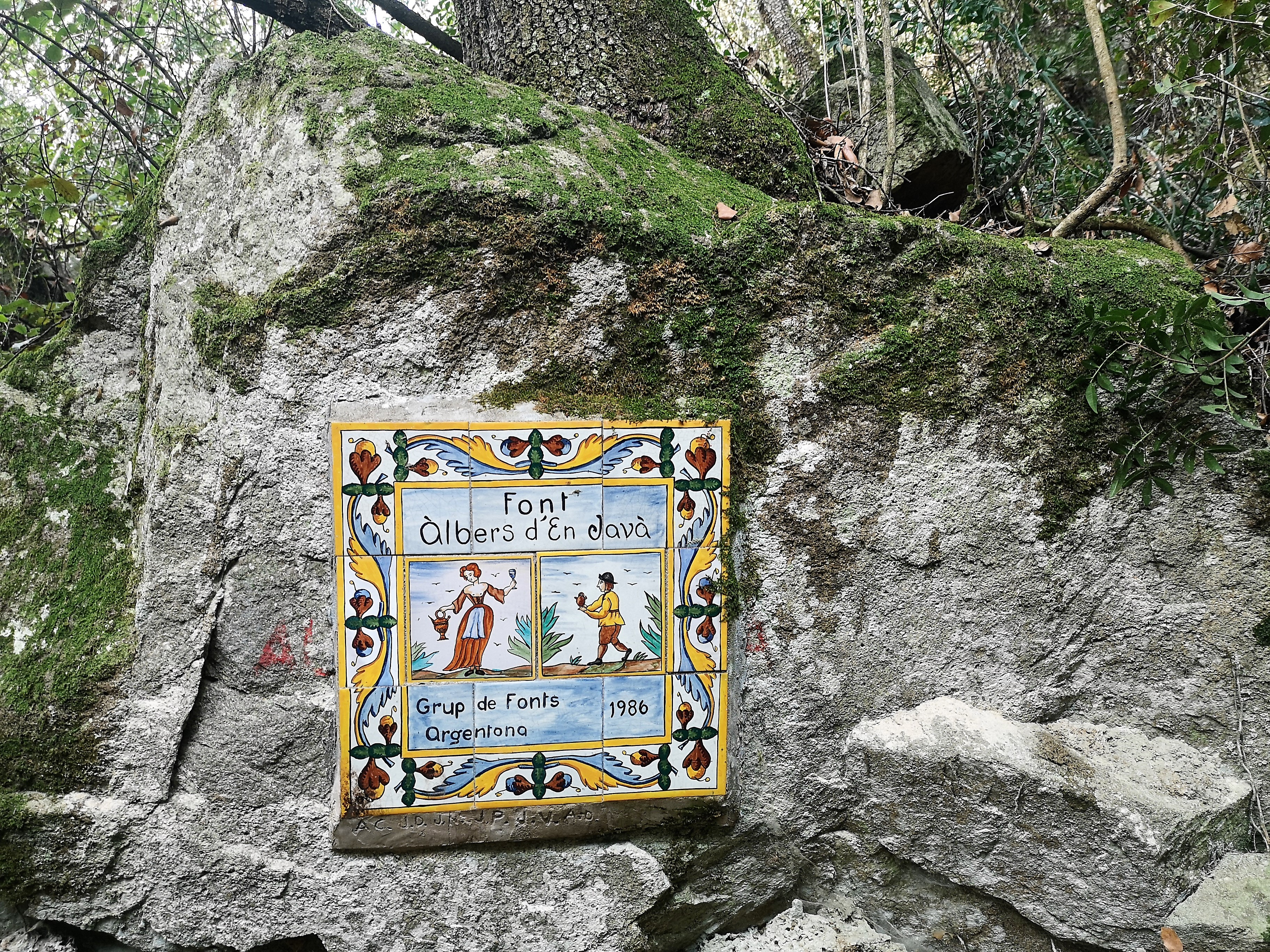
Rajola de ceràmica amb el nom de la font

És ubicada al veïnat de Pins, Argentona, i s'hi pot accedir des de diferents llocs: Ca l'Espinal, Cal Ribot o la urbanització Sant Carles. Si sortim des de Ca l'Espinal (que ens permetrà visitar també la Font del Llorer, el Pi de l'Espinal i l'Alzina de l'Espinal), cal prendre la sendera que passa pel costat de la casa i baixa en direcció est cap al Xaragall de l'Espinal. Ignorem dos camins a l'esquerra i un a la dreta que duu a la Font del Llorer. Passada aquesta font, arribem a una pista per la qual pugem 30 metres i prenem un corriol a la dreta (poc marcat, costa de veure). A uns 390 metres, una pedra clavada a terra i una altra al damunt d'aquesta ens indiquen un punt on hem de girar a la dreta i davallar fins a la font. Coordenades: x=448581 y=4604851 z=240.